# 나월환

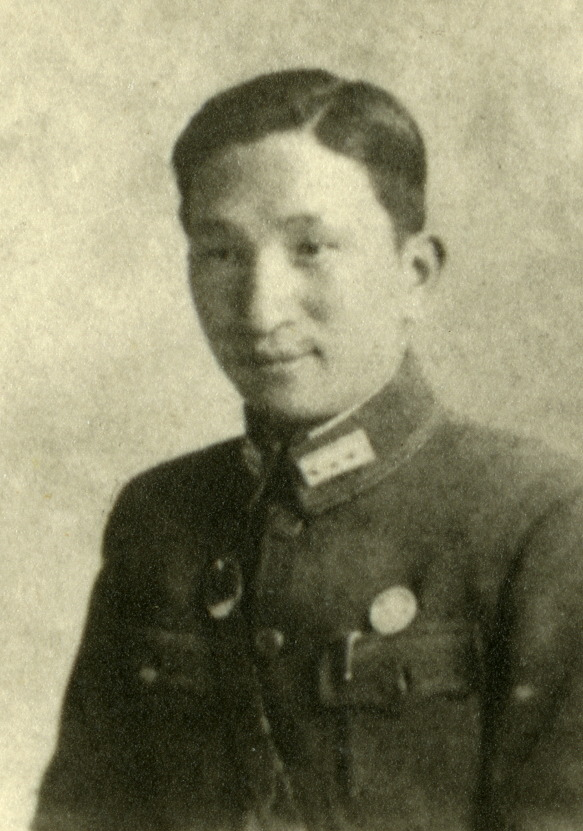
나월환

나월환(羅月煥, 1912년 10월 14일 ~ 1942년 3월 1일)은 한국의 독립운동가이다. 호는 송죽(松竹)이다.
전라남도 나주에서 태어난 나월환은 1924년 인천공립보통학교를 졸업하였다. 그 뒤 1930년 중국 상하이에서 중국중앙 육군군관학교에 입학해 군사 훈련을 받고 군관학교 교수와 중국군 헌병장교로 근무했다. 1939년 중국 충칭에서 한국청년전지공작대를 결성하고, 잡지 한국청년을 발행했다. 후에 전지공작대가 한국광복군 제5지대로 편입되어, 나월환 선생은 제5지대장 및 정모제5분처 주임위원직에 있었다.
제5지대 대원을 파견시켜 공작을 하면서, 한국청년간부훈련반의 교육 감독 및 지원을 했다.
1942년 3월 1일 변절자 박동운(朴東雲), 이하유(李何有), 김동수(金東洙), 이해평(李海平), 이도순(李道淳), 고여순(高如淳), 김송죽(金松竹), 김용주(金龍珠) 등 8인에 의해 피살되었다. 중국전간사단(中國戰幹四團)은 박동운 사형, 이하유·김동수 무기징역, 이해평·이도순·고여순 징역 15년형, 김송죽·김용주 징역 2년형을 선고하였다.

## 사후
- 1963년 건국훈장 독립장이 추서되었다.
- 2014년 9월 독립기념관 이달의 독립운동가로 선정되었다.[2]